# Министарство државне управе и локалне самоуправе Републике Србије
Министарство државне управе и локалне самоуправе обавља послове државне управе који се односе на систем државне управе и организацију и рад министарстава, посебних организација, јавних агенција и јавних служби Републике Србије. Тренутни министар државне управе и локалне самоуправе је Јелена Ковачевић.

## Ранији министри министарства
- Ана Брнабић (2016—2017)
- Кори Удовички (2014—2016)
- Бранко Ружић (2016—2020)
- Марија Обрадовић (2020—2022)
- Александар Мартиновић (2022—2024)
- Јелена Ковачевић (2024—)

Пре 2014. постојали министар регионалног развоја и локалне самоуправе и министар правде и државне управе.